# Boskapshund
Denna artikel handlar om boskapsvallare, för andra betydelser se boskapsvaktare.
Boskapshundar eller boskapsvallare är vallhundar som traditionellt använts för att valla nötkreatur och som avlats för sina bruksegenskaper. Deras uppgift är att på herdens kommando driva boskap samt hämta in djur som avskilts från flocken.
Enligt den internationella kennelfederationen Fédération Cynologique Internationales (FCI) gruppindelning hör de i första hand till sektion 2 i grupp 1 Vall-, boskaps- och herdehundar samt sektion 3 i grupp 2 Schnauzer och pinscher, molosser- och bergshundar samt sennenhundar. Andra traditionella boskapsvallare är vallhundsraserna beauceron, briard, welsh corgi cardigan, welsh corgi pembroke och lancashire heeler samt den vallande spetsen västgötaspets.
Inom hundsporten vallhundsprov finns en särskild gren för boskapsvallning.

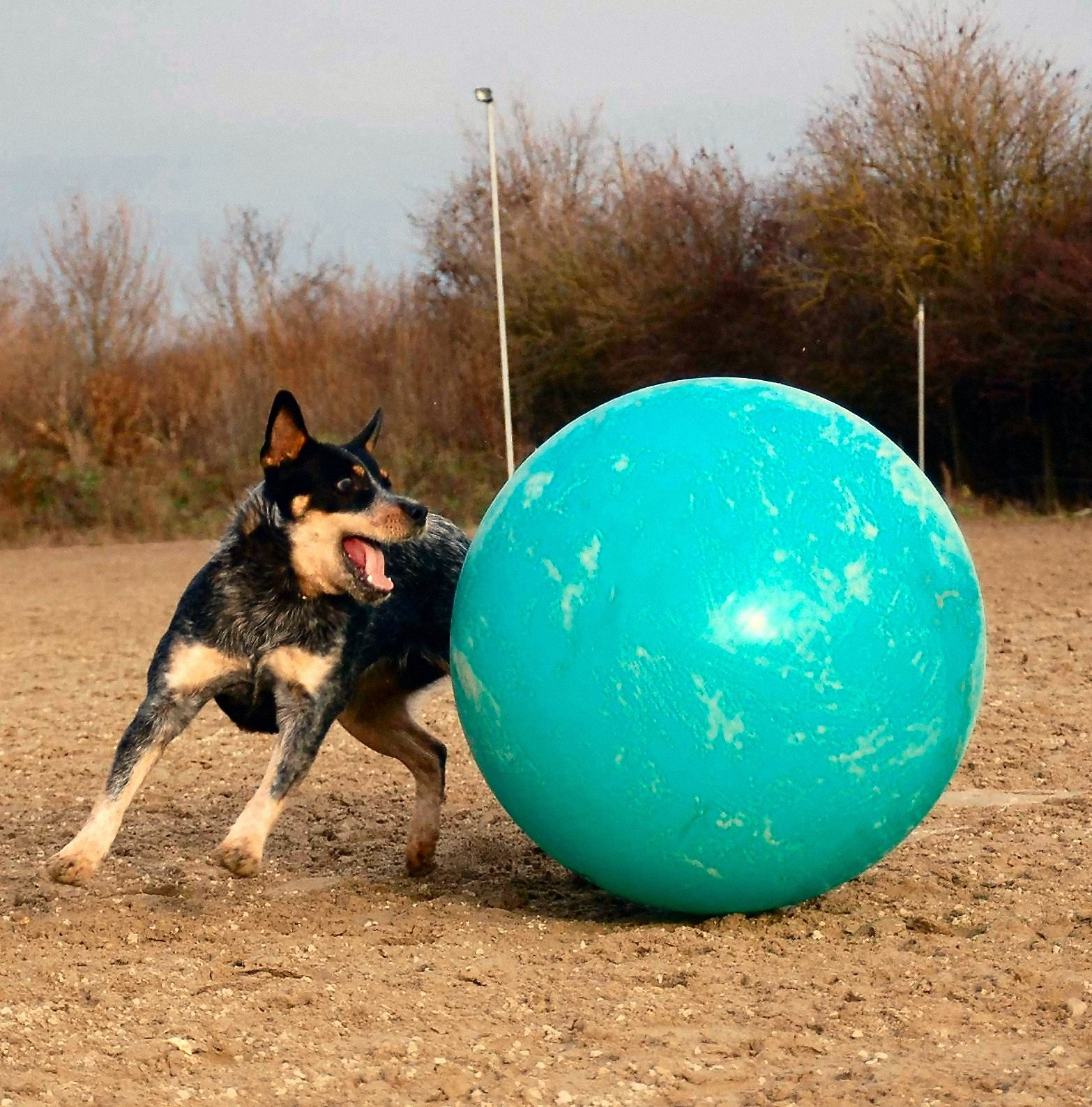
En australian cattle dog som tävlar i treibball.
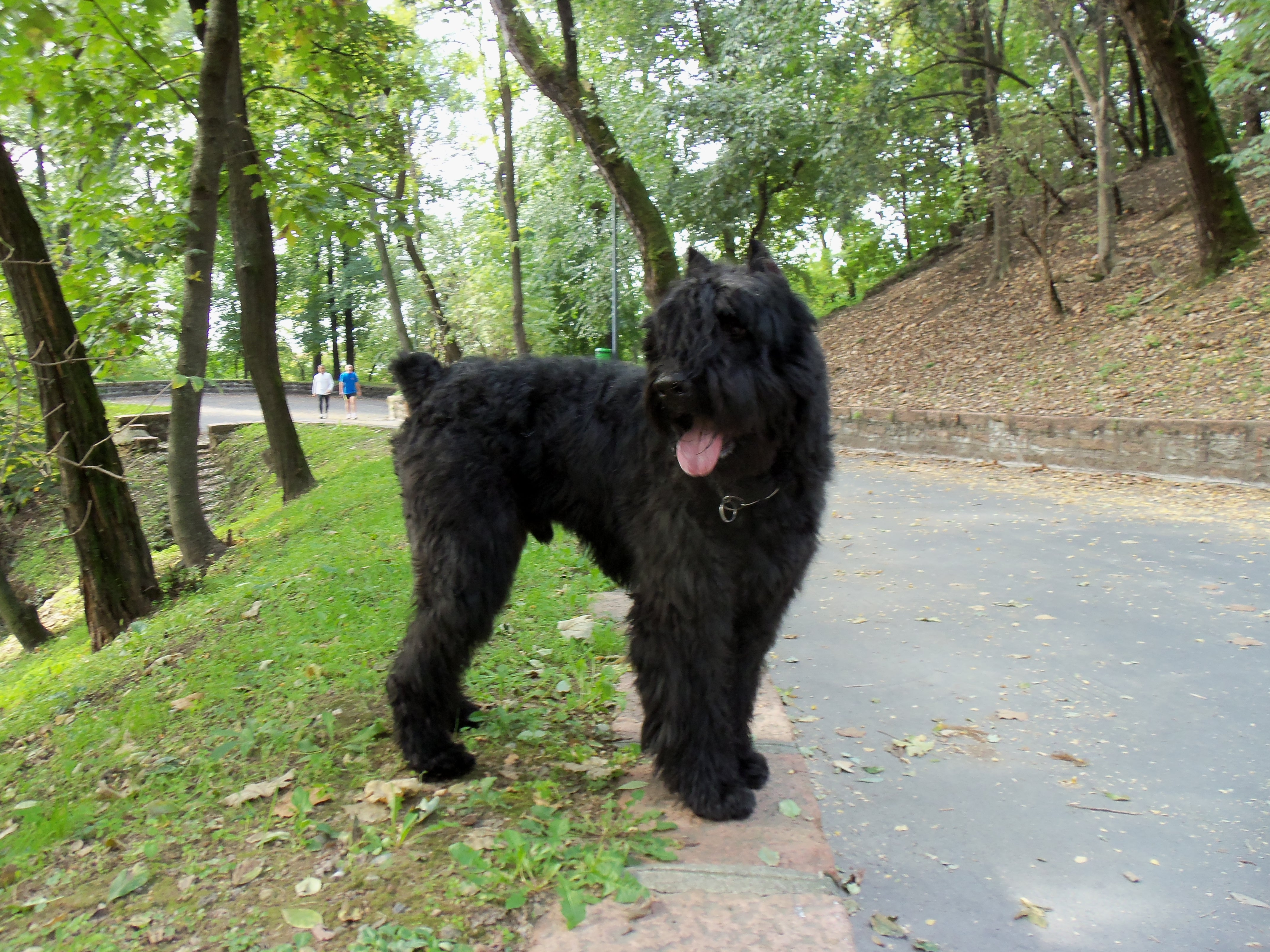
Bouvier des flandres (kupering av svans och öron är förbjudet i Sverige).
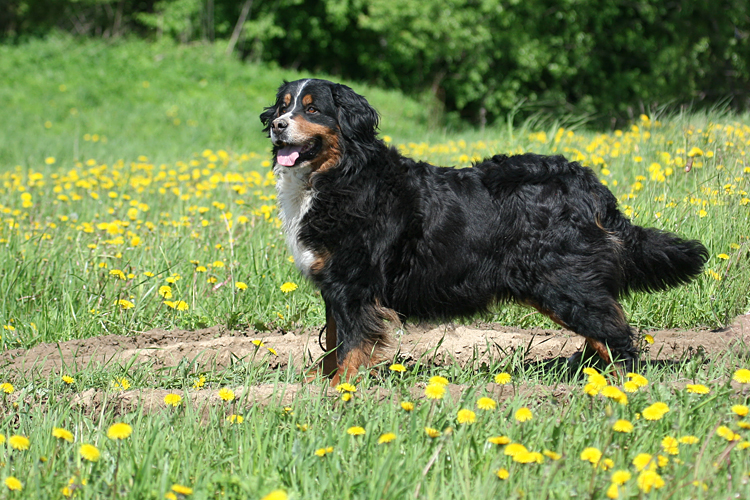
Berner sennenhund är en av fyra schweiziska sennenhundar.
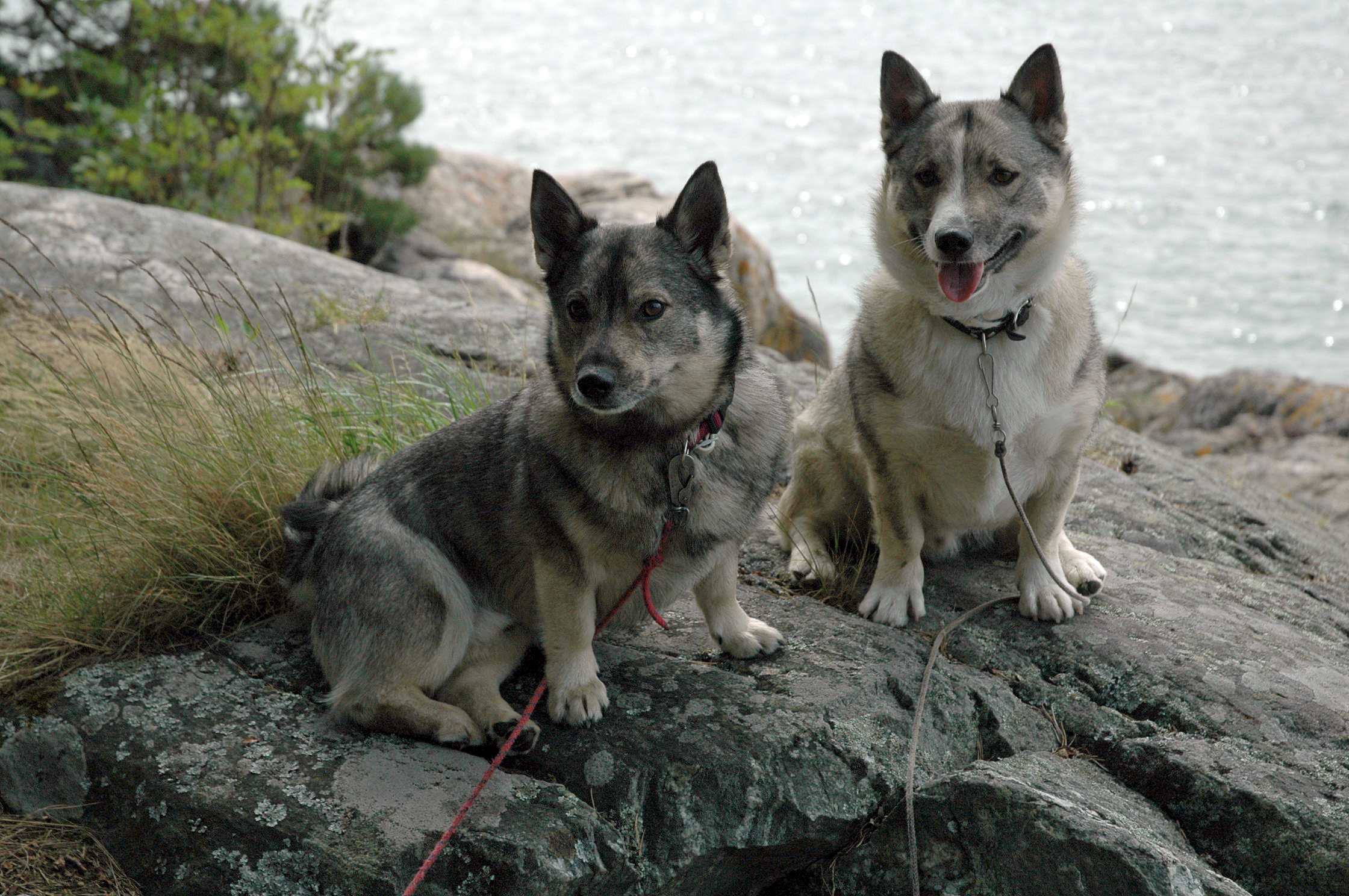
Västgötaspetsen är en vallande spets.